# Едгардо Марін
Едгардо Марін (ісп. Hedgardo Marín; нар. 21 лютого 1993, Гвадалахара) — мексиканський футболіст, захисник клубу «Гвадалахара» та національної збірної Мексики.

## Клубна кар'єра
Вихованець клубу «Гвадалахара» зі свого рідного міста. 28 квітня 2014 року в матчі проти «Монтеррея» він дебютував у мексиканській Прімері. У 2015 році Едгардо став володарем Кубка Мексики. 24 жовтня 2016 року в поєдинку проти «Пачуки» він забив свій перший гол за «Гвадалахару». У 2017 році Марін допоміг клубу виграти Клаусуру Мексики.

## Виступи за збірні
2013 року залучався до складу молодіжної збірної Мексики. У її складі Едгардо став чемпіоном КОНКАКАФ серед молодіжних команд. На турнірі він зіграв у матчах проти молодіжних команд Ямайки, США і двічі Сальвадору. Влітку того ж року Марін поїхав з молодіжною командою на чемпіонат світу у Туреччину. На турнірі він зіграв у матчах проти команд Греції, Парагваю, Малі та Іспанії. У 2013 і 2014 роках Едгардо брав участь у Турнірі в Тулоні.
У 2015 році Марін у складі олімпійської збірної Мексики завоював срібні медалі Панамериканських ігор у Канаді. На турнірі він зіграв у матчах проти команд Парагваю, Тринідаду і Тобаго, Панами і двічі Уругваю, ставши срібним призером змагань.
9 жовтня 2016 року дебютував в офіційних матчах у складі національної збірної Мексики в товариському матчі проти збірної Нової Зеландії.
Наступного року у складі збірної був учасником розіграшу Золотого кубка КОНКАКАФ 2017 року у США.
Наразі провів у формі головної команди країни 4 матчі.

## Досягнення
- Чемпіон Мексики: Клаусура 2017
- Володар Кубка Мексики: Апертура 2015, Клаусура 2017
- Володар Суперкубка Мексики: 2016

### Збірна
- Чемпіон КОНКАКАФ серед молодіжних команд: 2013
- Переможець Ігор Центральної Америки та Карибського басейну: 2014
- Срібний призер Панамериканських ігор: 2015